# Peña Bolística Comillas
La Peña Bolística Comillas es una entidad deportiva dedicada a la práctica del bolo palma de la localidad cántabra de Comillas. Fue fundada en 1971. Es la sexta peña más laureada del bolo palma con 3 campeonatos de liga Torneo Diputación. La temporada 2014 milita en la Primera Categoría, aunque a lo largo de su historia ha jugado 22 temporadas en la máxima categoría nacional.

## Historia
La peña de Comillas se creó como consecuencia del ascenso en 1970 de la Peña Bolística La Rabia a Primera. Los dirigentes de esta peña decidieron su traslado a Comillas para su debut en la máxima categoría en 1971.
Los comillanos lograron grandes éxitos durante sus primeros años de existencia, logrando militar 11 temporadas en la máxima categoría, 3 Ligas, un subcampeonato de Liga y un subcampeonato de la Copa Presidente entre 1971 y 1981. Sin embargo, y tras este gran éxito inicial, vendría una larga época de malos resultados deportivos, militando 2 temporadas en la segunda categoría, 10 en la tercera y 4 años más en la cuarta entre 1982 y 1997. Por fin a finales de los 90 la peña recupera su sitio entre las grandes, militando siempre en la máxima categoría desde 1998 (a excepción de la temporada de 1999) hasta 2009. Desde entonces milita en la segunda categoría.
Desde 1992 juega sus partidos en la bolera Los Tilares de Comillas; anteriormente lo hacía en la bolera El Chozu.

## Palmarés
- Campeón de liga Torneo Diputación (3): 1974, 1975 y 1979.
- Subcampeón de Torneo Diputación (1): 1971.
- Subcampeón de la Copa Presidente de Cantabria (1): 1980.